# Rokia Traoré
Rokia Traoré (Kolokani, 24 gennaio 1974) è una cantante e chitarrista maliana.
È una delle nuove rappresentanti della musica tradizionale africana, divenuta oggi un'artista molto ricercata anche dai festival musicali europei.

## Biografia
Rokia Traoré arriva dal Mali, è figlia di diplomatici e appartiene all'etnia dei Bamana. Il suo maestro è stato il musicista Ali Farka Touré, le sue canzoni mescolano la musica tradizionale del suo paese d'origine con influssi più moderni, che vanno dal pop al blues, dal jazz all'elettronica.
La maggior parte delle sue canzoni sono cantate nella sua lingua nativa. I temi trattati nei suoi testi sono a tema sociale e di attualità, come ad esempio quando parla della status della donna nell'Africa di oggi.
Dal 2013 al 2018, Traoré ha avuto una relazione con Jan Goossens,  un drammaturgo e direttore artistico belga con cui ha una figlia, nata in Belgio nel 2015. Dalla loro separazione nel 2018, la coppia è in conflitto per l'affidamento della figlia.  I conflitti di custodia sono dovuti in parte al conflitto tra i sistemi giudiziari africani ed europei.  [ citazioni eccessive ] Un tribunale del Mali ha concesso l'affidamento esclusivo a Traoré, ma ciò è stato contestato dal governo del paese d'origine di Goossens, il Belgio. 
Nel marzo 2020, Traoré è stata arrestata dopo che un giudice di Bruxelles ha emesso un mandato di cattura che le ordinava di consegnare la figlia di cinque anni.  Traoré è stata detenuta nella prigione di Fleury-Mérogis vicino a Parigi e ha iniziato uno sciopero della fame al suo arrivo.  Al momento dell'arresto, si trovava in viaggio verso l'Europa per partecipare a un'udienza relativa alla controversia sulla custodia.  Diversi musicisti hanno pubblicamente espresso sostegno a Traoré e ne hanno chiesto il rilascio, tra cui Angélique Kidjo , Damon Albarn , Youssou N'Dour e Salif Keita .  Il 22 giugno 2024, Rokia Traoré è stata arrestata al suo arrivo in Italia, a seguito di un mandato di arresto europeo emesso dalla giustizia belga.  Il 26 settembre, la giustizia italiana ha deciso di estradare Rokia Traoré.  Il 20 novembre la Corte di cassazione italiana ha autorizzato l'estradizione di Rokia Traoré in Belgio, pronunciando la sentenza definitiva di estradizione in Belgio.  Il 29 novembre Rokia Traoré è stata estradata dall'Italia in Belgio e imprigionata nel carcere di Haren a Bruxelles.  Il 22 gennaio 2025 Rokia Traoré ha accettato di raggiungere un accordo con il padre della bambina affinché entrambi potessero rivedere la bambina. È stata fissata un'udienza per giugno 2025 a Bruxelles per esaminare l'attuazione dell'accordo e sono state programmate le difese orali. 

## Discografia
- 1998: Mouneïssa
- 2000: Wanita
- 2003: Bowmboï
- 2008: Tchamantché
- 2013: Beautiful Africa
- 2016: Né So